# (467288) 2016 EY194
(467288) 2016 EY194 es un asteroide perteneciente al cinturón de asteroides, descubierto el 22 de septiembre de 2003 por el equipo Spacewatch desde el Observatorio Nacional de Kitt Peak (Arizona, Estados Unidos).